# ليف فيغوتسكي
ليف سيمينوفيتش فيغوتسكي (الروسية: Лев Семёнович Выго́тский ، IPA: [vɨˈɡotskʲɪj] ؛ البيلاروسية: Леў Сямёнавіч Выго́цкі ؛ 17 نوفمبر [OS 5 نوفمبر] 1896 - 11 يونيو 1934) كان عالم نفس سوفيتي. نشر في مجموعة متنوعة من المواضيع، ومن وجهات نظر متعددة حيث تغيرت وجهة نظره على مر السنين. كان من بين طلابه ألكسندر لوريا.
وهو معروف بمفهومه لمنطقة التطور القريب (ZPD): المسافة بين ما يمكن للطالب (مبتدئ، موظف جديد، وما إلى ذلك) القيام به بمفرده، وما يمكن أن يحققه بدعم من شخص أكثر دراية بالنشاط. رأى Vygotsky في ZPD كمقياس للمهارات التي هي في مرحلة النضج، كمكمل لمقاييس التنمية التي تنظر فقط إلى قدرة المتعلم المستقلة.
كما أن أعماله مؤثرة أيضًا في العلاقة بين اللغة والفكر، وتطور اللغة، ونظرية عامة للتنمية من خلال الإجراءات والعلاقات في بيئة اجتماعية ثقافية.
Vygotsky هو موضوع نزاع علمي كبير. هناك مجموعة من العلماء الذين يرون أجزاء من إرث Vygotsky الحالي على أنها تشويهات والذين يعودون إلى مخطوطات Vygotsky في محاولة لجعل إرث Vygotsky أكثر صدقًا لأفكاره الفعلية.

## روابط خارجية
- ليف فيغوتسكي على موقع الموسوعة البريطانية (الإنجليزية)